# Cortinarius xanthocephalus
Cortinarius xanthocephalus är en svampart som beskrevs av P.D. Orton 1960. Cortinarius xanthocephalus ingår i släktet Cortinarius och familjen spindlingar.  Arten är reproducerande i Sverige. Inga underarter finns listade i Catalogue of Life.